# Катастрофа DC-8 в Канзас-Сити
Катастрофа DC-8 в Канзас-Сити — авиационная катастрофа, произошедшая вечером 16 февраля 1995 года. Грузовой самолёт Douglas DC-8-63F авиакомпании Air Transport International (ATI) выполнял плановый внутренний рейс ATN782 по маршруту Канзас-Сити—Спрингфилд, но всего через несколько секунд после второй попытки взлёта рухнул на землю около торца взлётной полосы аэропорта Канзас-Сити. Погибли все находившиеся на его борту 3 члена экипажа.

## Самолёт

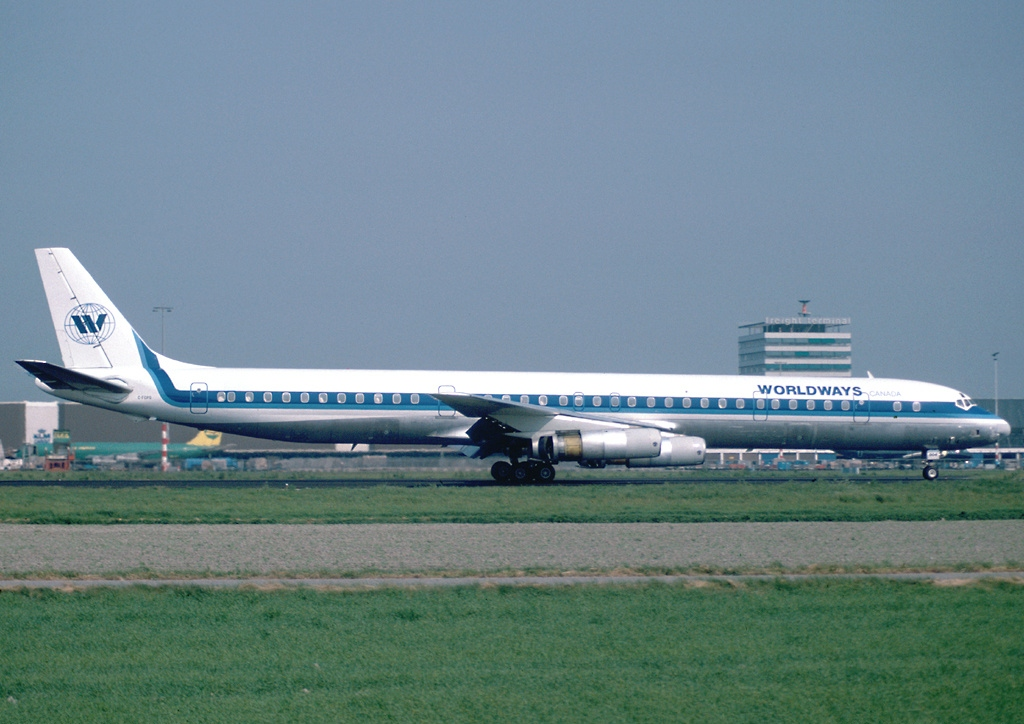
Разбившийся самолёт в 1989 году (в период эксплуатации в Worldways Canada)

Douglas DC-8-63 (регистрационный номер N782AL, заводской 45929, серийный 367) был выпущен 7 мая 1968 года (первый полёт совершил под тестовым б/н N19B). Оснащён четырьмя турбовентиляторными двигателями Pratt & Whitney JT3D-7(Q). 28 декабря 1990 года был приобретён лизинговой компанией «Aerolease Financial Group» и переделан из пассажирского в грузовой (DC-8-63F). Эксплуатировался авиакомпаниями:
- Canadian Pacific Air Lines — с 16 июня 1968 года по 1 марта 1983 года (в ней сменил два б/н (CF-CPS и C-FCPS) и три имени (Empress of Hong Kong, Empress of Madrid и Empress of Sydney); от неё с 19 июня 1968 года по 1 июля 1969 года сдавался в лизинг авиакомпании Flying Tiger Line (б/н N624FT)),
- Worldways Canada — с 1 марта 1983 года по 15 октября 1991 года (б/н C-FCPS; от неё с августа по сентябрь 1985 года сдавался в лизинг авиакомпаниям Icelandair и Air Algérie),
- Burlington Air Express — с 15 октября 1991 года по 10 января 1994 года (б/н N782AL).

10 января 1994 года был куплен авиакомпанией Air Transport International (ATI), б/н остался без изменений.
На день катастрофы 26-летний авиалайнер совершил 22 404 цикла «взлёт-посадка» и налетал 77 096 часов.

## Экипаж
Состав экипажа рейса ATN782 был таким:
- Командир воздушного судна (КВС) — 48-летний Уолтер Мига (англ. Walter Miga). Опытный пилот, проработал в авиакомпании ATI 1 год и 1 месяц (с января 1994 года); ранее работал в авиакомпаниях Trans Air Link и Fine Air. Управлял самолётами Douglas DC-6 и Douglas DC-7. В должности командира Douglas DC-8 — с ноября 1989 года (до этого управлял им в качестве второго пилота). Налетал 9711 часов, 4483 из них на DC-8 (3129 из них в качестве КВС).
- Второй пилот — 38-летний Марк Ульмер (англ. Mark Ulmer). Опытный пилот, работал в авиакомпаниях Sunwest Aviation и Ameriflight. Управлял самолётами Beechcraft-99, Piper PA-31 и Boeing 737-200. 22 августа 1994 года устроился в авиакомпанию ATI (проработал в ней 5 месяцев) на должность второго пилота Douglas DC-8. Налетал 4261 час, 171 из них на DC-8.
- Бортинженер — 48-летний Керри Харди (англ. Kerry Hardy). Проходил службу в ВВС США, где управлял самолётом C-141. 18 июля 1994 года устроился в авиакомпанию ATI (проработал в ней 6 месяцев) на должность бортинженера Douglas DC-8. Налетал свыше 4460 часов, 218 из них на DC-8.

## Хронология событий

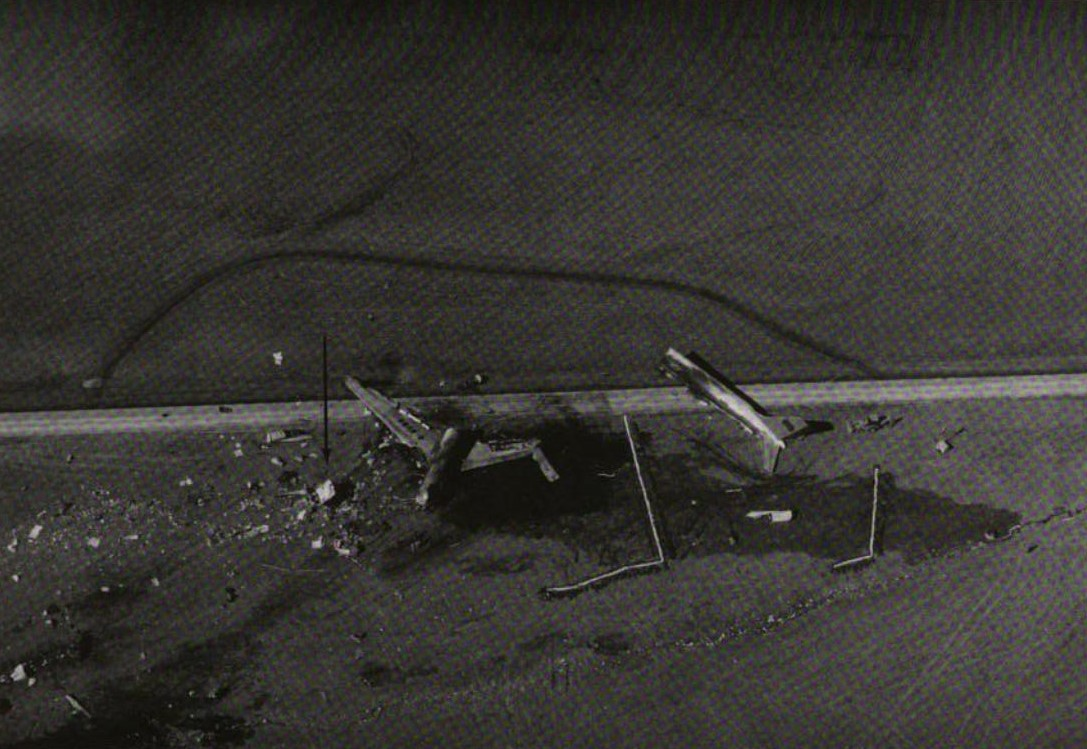
Общий вид места катастрофы

## Расследование
Расследование причин катастрофы рейса ATN782 проводил Национальный совет по безопасности на транспорте (NTSB).
Окончательный отчёт расследования был опубликован 30 августа 1995 года, через 7 месяцев после катастрофы.

## Культурные аспекты
Катастрофа рейса 782 ATI  показана в 24 сезоне канадского документального телесериала Расследования авиакатастроф в серии  Смертельный взлёт.